# Иван Грен (большой десантный корабль)
«Иван Грен» — российский большой десантный корабль проекта 11711, головной корабль серии из двух кораблей, состоящий на вооружении Северного флота в 121-й бригаде десантных кораблей  город Североморск.

## Наименование
Корабль поименован в честь вице-адмирала Ивана Ивановича Грена, начальника артиллерии морской обороны Ленинграда, начальника Управления боевой подготовки ВМФ СССР, военного учёного-артиллериста.

## Проект

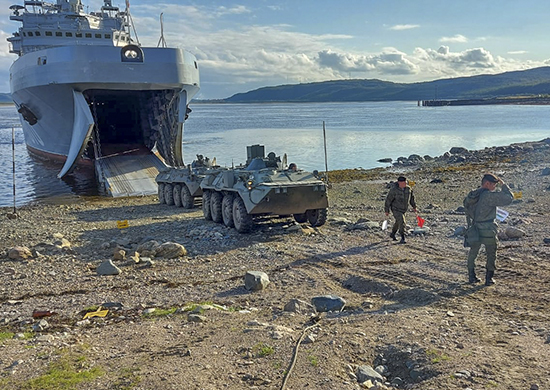
Высадка бронетехники с борта БДК «Иван Грен»

Проектирование корабля начато по техническому заданию ВМФ ВС России в 1998 году в Невском Проектно-Конструкторском бюро (Санкт-Петербург). По первоначальному замыслу предполагалось создание корабля небольшого водоизмещения, способного осуществлять переходы внутренними водными путями. Это требование было снято ВМФ ещё на этапе проектирования и корабль перешёл в класс больших десантных кораблей (БДК) с водоизмещением более 5000 тонн, и возможностями транспортировки усиленного батальона морской пехоты с техникой и высадки его на перевозимых с собой понтонах. Также предполагалось базирование на корабле двух транспортно-боевых вертолетов типа Ка-29. Техническое задание на проектирование менялось три раза, а велось проектирование 6 лет.
В октябре 2014 года было заявлено о решении по строительству второго корабля, получившего наименование «Пётр Моргунов». При этом планируется вместо части импортного оборудования использовать отечественные аналоги.
Изначально была запланирована серия из шести кораблей, однако в 2015 году было принято решение о сокращении строящихся кораблей до двух, ввиду принятия решения о создании более крупных кораблей нового поколения, постройка которых должна была начаться в 2016 году. Закладка двух кораблей нового проекта «Владимир Андреев» и «Василий Трушин» состоялась 23 апреля 2019 года.

## История строительства

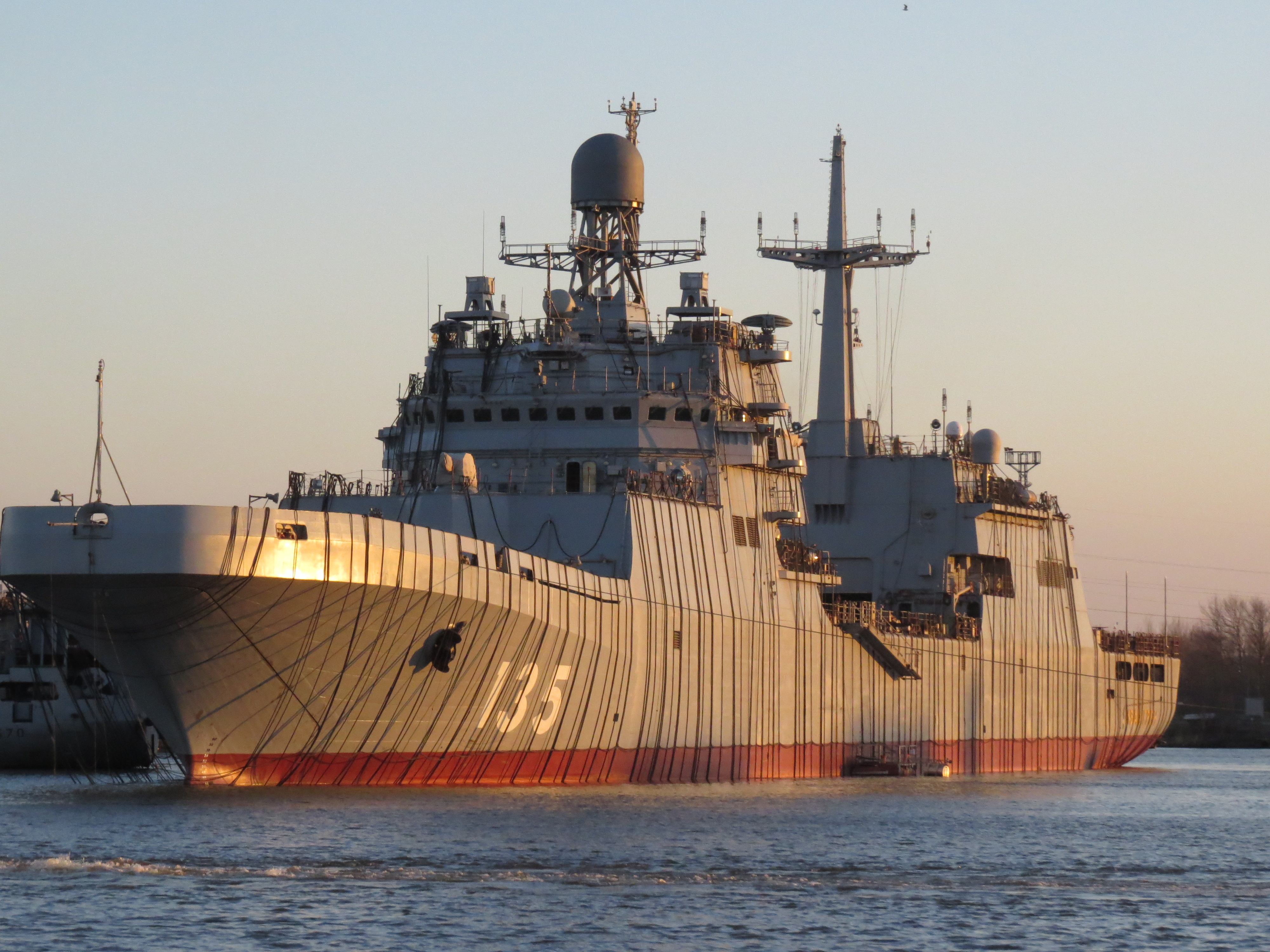
«Иван Грен» «Иван Грен» на размагничивании, 17 февраля 2016 года.

БДК «Иван Грен» был заложен в 2004 году на судостроительном заводе «Янтарь». Спущен на воду 18 мая 2012 года. На момент спуска готовность корабля была около 70 %.
По состоянию на 25 февраля 2015 года корабль достраивался на плаву. Первоначально начало швартовых испытаний было запланировано на апрель 2015 года. Но из-за недостаточного финансирования, общей загрузки верфи и нехватки профессиональных кадров они начались только с 9 октября 2015 года. В конце 2015 года на БДК пришёл экипаж. Нанесён временный бортовой номер — 135.
19 января 2016 года в рамках швартовых испытаний БДК был перемещён в док, где была окрашена подводная часть корпуса. 4 февраля 2016 года выведен из плавучего дока и начат процесс размагничивания. Также продолжились испытания дизель-генераторов.
Заводские ходовые испытания начались 21 июня 2016 года. Во время испытаний провёл настоящую спасательную операцию. Весной 2017 года заводские ходовые испытания были продолжены. Об окончании ходовых испытаний сообщено в ноябре 2017 года.

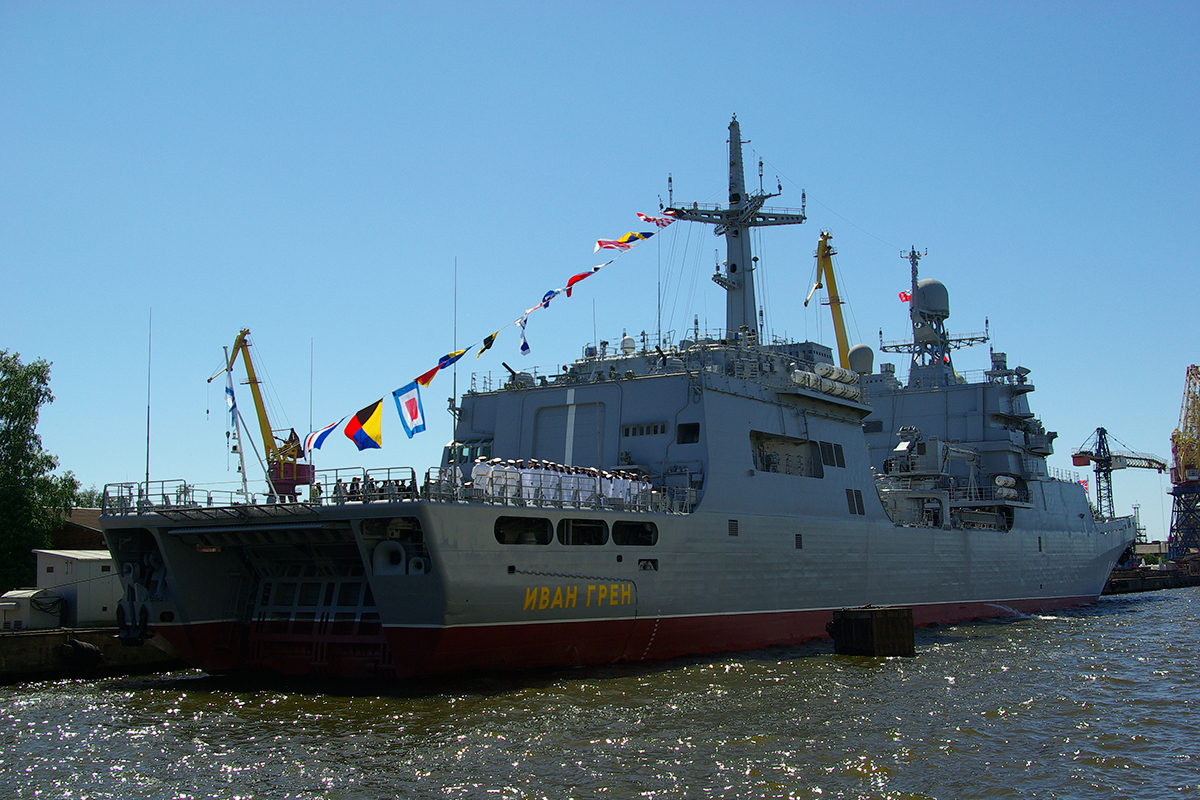
Церемония поднятия Андреевского флага на новом БДК «Иван Грен», 2018 год.

30 ноября 2017 года начаты государственные испытания, передача флоту задерживается из-за проблем с задним ходом и остойчивостью.
2 июня 2018 года был подписан приёмный акт о завершении государственных испытаний. Передача флоту и подъём флага состоялись 20 июня 2018 года. Корабль вошёл в состав Северного Флота.

## Служба
Корабль совершил межфлотский переход из Балтийска и прибыл на главную базу Северного флота  город Североморск 22 октября 2018 года.
20 января 2020 года на корабле прошло показное занятие по методике приема курсовых задач.
В апреле 2021 года выходил в Баренцево море для учений.
С августа 2022 года, на фоне российского нападения на Украину, на судне проходила «агитационно-пропагандистская» выставка «Сила в правде» с демонстрацией трофеев, захваченных в Украине. Отшвартовывался с 12 августа по 21 сентября в Санкт-Петербурге на набережной Лейтенанта Шмидта, с 24 августа в порту Кандалакша, с 28 августа по 1 сентября в порту Архангельск, с 24 сентября по 4 октября в порту Дудинка.
В 2023 году музейная выставка стартовала с 12 августа в Санкт-Петербурге. Затем судно отшвартовывалось в порту Балтийск, Кронштадт, с 15 по 18 сентября в порту Архангельск, с 18 по 20 сентября в порту Кандалакша, с 23 по 25 сентября в порту Мурманск и в Североморске.
В феврале 2024 года отрабатывал плановые задачи в Баренцевом море.
В 2025 году с музейной выставкой вышел 13 мая из Североморской базы, 16-17 мая был в порту Архангельск, затем заходил в порт Кандалакша и вернулся в Североморск.

## Командиры корабля
- Капитан 2 ранга Васильев В. С. ||| капитан 2 ранга Жарков А. С.

## Галерея

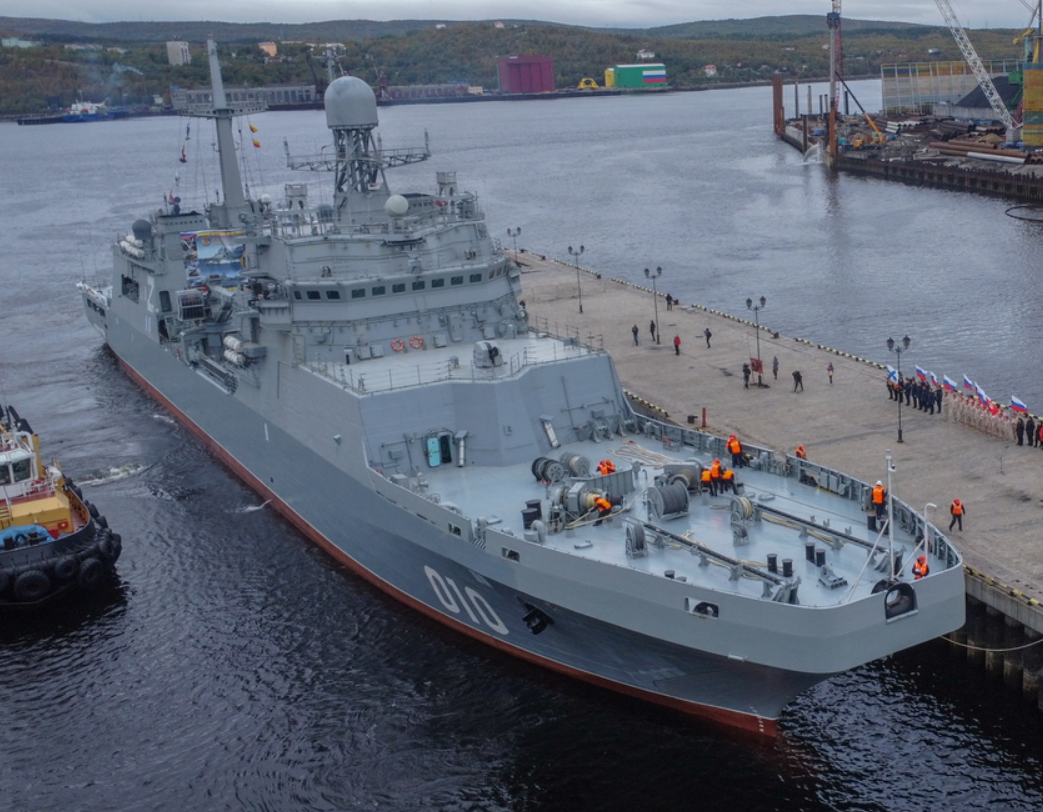
Вид с носа
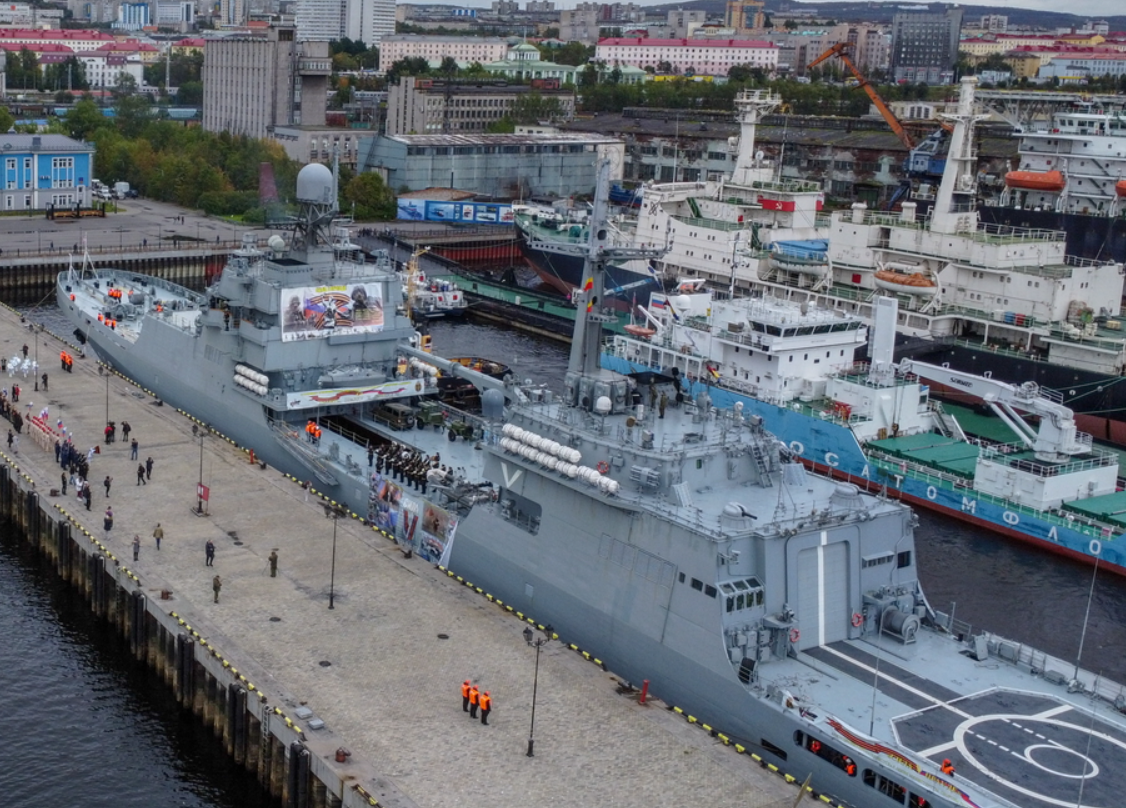
Вид с кормы
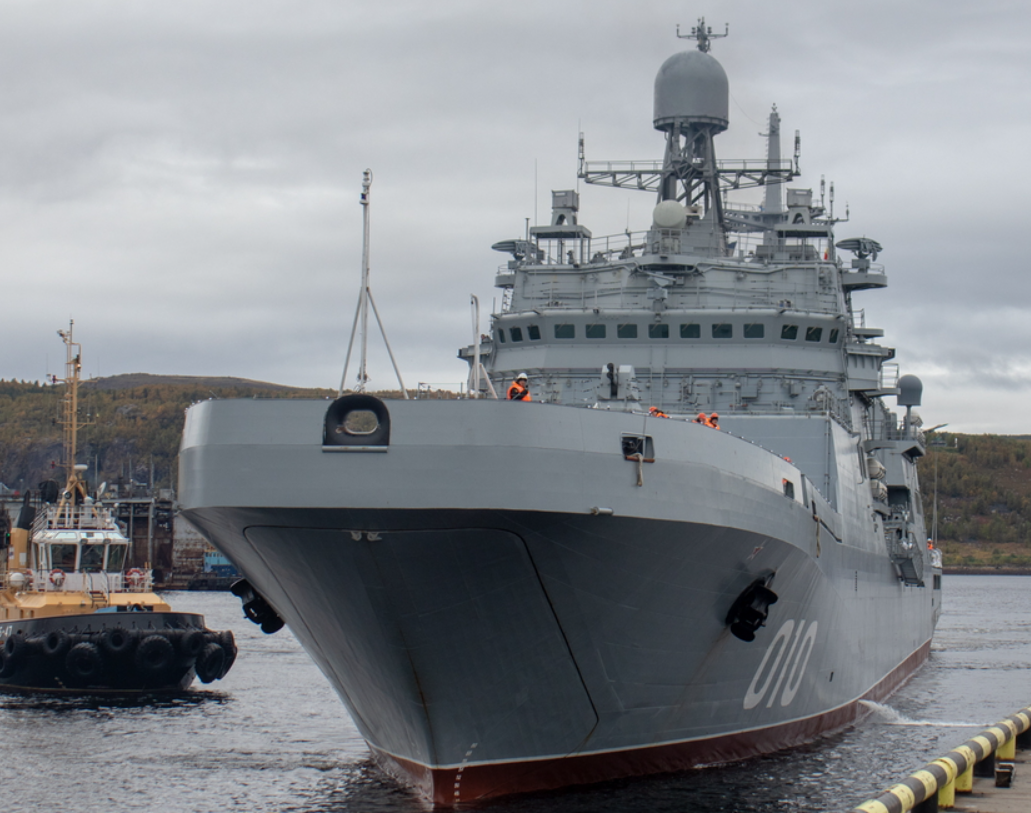
«Иван Грен» в Мурманске 8 сентября 2022 года